# Théophile de Giraud
Théophile de Giraud (* 19. listopadu 1968 Namur) je francouzsky mluvící spisovatel, filozof a aktivista z Belgie. Je jedním z představitelů antinatalismu a hnutí childfree, a také jedním ze zakladatelů Fête des Non-Parents (tj. Svátku nerodičů). V roce 2008 pomaloval červenou barvou sochu Leopolda II. v Bruselu, aby vyjádřil nesouhlas s veřejným uznáním tohoto krále, který se zasloužil o koloniální systém v Belgickém Kongu. V roce 2012 zorganizoval denatalistický happening v Paříži za účelem upozornění na tabuizované téma přelidnění a podpoření volby odmítnout mít děti z ekologických důvodů.

## Aktivismus
V září 2008 polil červenou barvou sochu krále Leopolda II. v Bruselu na protest proti jeho koloniální politice v Kongu.
Za účelem kritiky společenského nátlaku, jemuž jsou vystaveni lidé, kteří nechtějí mít děti, a podpoření volby bezdětného života založil, společně s jeho tehdejší partnerkou Frédérique Longrée, Fête de Non-Parents (Svátek nerodičů). Tři akce byly uskutečněny mezi lety 2009 a 2011 v Bruselu a Paříži. Čestnými hosty byli například Corinne Maier, Noël Godin, Laure Noualhat a Magenta Baribeau.
V roce 2012 založil CLOD (Collectif des lutins obstinément dénatalistes, v překladu Kolektiv tvrdohlavě denatalistických uličníků) a zorganizoval akci před bazilikou Sacré-Cœur v Montmartru v Paříži. Jednalo se o rozdávání kondomů u transparentů vyhlašujících „stávku lůn“ za účelem boje proti přelidnění a jeho negativními dopady na životní prostředí. Mezi hlavními slogany bylo například „Save the planet, make no baby“ (Zachraň planetu, neměj děti) a „J'aime trop mon enfant pour le faire“ (Miluju své dítě moc na to, abych ho přivedl na svět).
V roce 2017 měl projev na téma antinatalismus na Generálním shromáždění v Berlíně.

## Ocenění
- Vítěz Belgian Vocation Foundation (1998)[8]
- Bezdětný muž roku (2013)[9]

## Literární díla
- - De l'impertinence de procréer (tj. Nevhodnost plození dětí), Brusel, samovydaná, 2000. Jeho první dílo vyšlo v roce 2000. Jde o obhajobu proti plození dětí mísící humor a provokaci.
  - Cent haïkus nécromantiques (tj. Sto nekromantických haiku), předmluva Jean-Pierre Verheggen, doslov d’André Stas, Spa, éd. Galopin, 2004 (ISBN 9782916086071).
  - L’Art de guillotiner les procréateurs - Manifeste anti-nataliste (tj. Umění popravovat rodiče - Antinatalistický manifest), Nancy, ed. Le Mort-Qui-Trompe, 2006 (ISBN 978-2916502007). Jde o přepis jeho prvního díla De l'impertinence de procréer. Stěžejním tématem knihy je antinatalismus, tedy myšlenka, že plodit děti je neetické. Zamýšlí se nad tím, nakolik je strast neodlučitelnou součástí života, co vede lidi k plození dětí a jestli mohou být tyto pohnutky nesobecké a ospravedlnitelné. Zmiňuje se také o dalších tématech jako o vztahu mezi znečištěním ovzduší a přelidněním či o odškodnění dítěte za to, že bylo přivedeno na svět. Kniha je doplněna citáty různých autorů, kterými se snaží ukázat, že se podobná myšlenka objevovala napříč historií v různých částech světa.
  - Diogenèses, poèmes fluorescents pour patienter entre deux génocides (tj. Diogenés, básně pro vyčkávání mezi dvěma genocidami), Brusel, ed. Maelström, 2008 (ISBN 978-2-9303-5587-0).
  - Cold love, Satanic Sex and Funny Suicide (tj. Studená láska, satanistický sex a vtipná sebevražda), předmluva Jean-Luc De Meyer, Nancy, ed. Le Mort-Qui-Trompe, 2008 (ISBN 9782916502076). Prostřednictvím úryvků z písní z prozkoumává vynalézavým a humorným stylem několik témat hudebního směru cold wave, např. láska k sexu, láska ke smrti, nenávist k rodině, nebo oslava konce světa a lidské rasy.
  - Aphorismaire à l’usage des futurs familicides (tj. Aforismář pro použití budoucích familicid), předmluva Corinne Maier, doslov Serge Poliart, Bruxelles, ed. Maelström, 2013 (ISBN 2-9165-0200-9).
  - La grande supercherie chrétienne (tj. Velký křesťanský podvod), ed. Cactus Inébranlable, 2019 (ISBN 978-2930659985). V této krátké knize se zabývá antinatalistickými myšlenkami v raném křesťanství. Vyšla také v angličtině.